# Exercice Orion

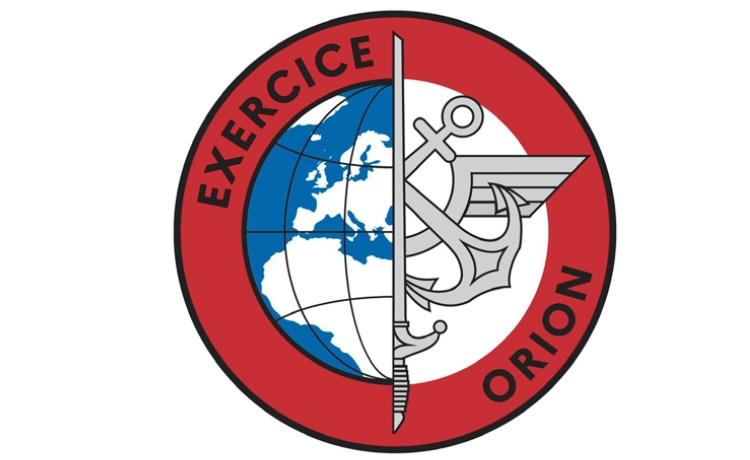
Logo de l'exercice Orion

L'exercice Orion (pour Opération de grande envergure pour des armées Résilientes, Interopérables, Orientées vers le combat de haute intensité et Novatrices) est un exercice militaire interarmées et international de grande ampleur organisé par l'Armée française tous les trois ans, sur son territoire national,. C'est le plus important exercice militaire mené par les armées françaises depuis la fin de la guerre froide,,,,,,,,,.
Sa première édition, Orion 23, s'est déroulée pour ses opérations actives entre février et mai 2023. Elle intégrait plus de 20 exercices réalisés d'habitude de manière autonome par les armées,. Elle a mobilisé plus de 12 000 militaires français, américains, britanniques, allemands, italiens, belges, grecs, espagnols, néerlandais, et émiratis,,,,,,,,,,. Des réservistes et tous les services et organismes du Ministère des Armées y ont participé, dont la gendarmerie,,. 2 300 véhicules dont 400 de combat étaient engagés,. Y ont aussi participé plus de 40 hélicoptères de combat, 100 drones de combat, 6 systèmes de défense sol-air, une soixantaine aéronefs, 20 satellites, et 26 navires de surface dont 7 frégates de la Marine nationale, sept frégates alliées, deux porte-avions (dont le Charles de Gaulle), deux Porte-Hélicoptères Amphibie et deux sous-marins,,,,. Elle a coûté 35 millions d'euros,.
Il a pour but d'entraîner et de tester les troupes, mais également les états-majors et toute la chaîne de soutien, face à la potentialité d'opérations de grande envergure et de longue durée face à un ennemi à parité,. D'après le Ministère des Armées, « l’objectif est d’entraîner les armées françaises dans un cadre interarmées et multinational, selon un scénario réaliste et exigeant, qui prend en compte les différents milieux (terre, mer, air, espace) et champs de conflictualité (cyber, informationnel et électromagnétique). » Il permet également de travailler l'interopérabilité et d'essayer de nouvelles capacités,,,,,,,,,.
Il a lieu dans des camps militaires mais également en terrain libre, c'est-à-dire au milieu de la population,,,.
Si c'est en 2023 qu'il s'est tenu, la décision de le mettre en place a été prise en 2021, et n'est pas en lien avec le contexte de tensions géopolitiques en Europe et la guerre en Ukraine,,,,.

## Orion 23

### Déroulement
Il comptait 4 phases distinctes selon un scénario comprenant des opérations multi-milieux et multi-champs, qui comprenaient une phase navale, une opération amphibie, un largage de parachutistes et des opérations d’envergure de haute intensité. L'ennemi, en partie joué et en partie simulé, devait être affronté de manière conventionnelle mais aussi par des modes d’actions dits « hybrides » (terrorisme, lutte informationnelle et cyber),,. Sa force maritime représentait une dizaine de bâtiments de combat, dont un porte-aéronefs et un sous-marin, majoritairement étrangers. Ses forces aériennes étaient d’abord réduite (moyens aériens isolés type drone, avion, système sol-air) puis complète et intégrée (avions modernes, systèmes de contrôle et sol-air intégrés) et sa force terrestre allait de la milice Tantale à la division Mercure, jouée par des unités de l’armée de Terre et représentant plus de 10 % du volume engagé.
Son scénario simulait que la France devait venir en aide à la tête d'une coalition internationale sous mandat de l'ONU à un pays, l'Arnland, qui était déstabilisé puis attaqué par son voisin, Mercure. Celui-ci finance la milice Tantale qui sévit en Arnland, mène des attaques cyber et informationnelles,,,,,,.

#### Phase 1 - Planification Opérationnelle, de mai 2022 à février 2023
Une centaine de militaire des états-majors ont planifié une opération militaire d'envergure comptant 40 000 hommes réels ou simulés, avec tout le travail que cela suppose,,.

#### Phase 2 - Entrée en premier, du 21 février au 11 mars
La seconde phase était celle de l'entrée en premier, la projection d'une force de réaction rapide interarmées et interalliés s'est faite par une opération amphibie dans le port de Sète et à Frontignan de 700 hommes le 26 ainsi qu'une opération aéroportée d'environ 600 hommes autour de Castres,,,. Un second débarquement a eu lieu à Sète le vendredi 3 mars. Les deux zones étaient défendues par la milice Tantale, et au total 7 000 hommes ont été déployés,. Les départements concernés par cette phase étaient la Haute-Corse, la Corse du Sud, le Var, les Bouches-du-Rhône, le Vaucluse, le Gard, l'Hérault, l'Aude, la Haute-Garonne, le Tarn, le Tarn-et-Garonne, le Lot, l'Aveyron, et la Lozère. Des opérations aériennes avaient lieu sur toute une zone allant de la Corse au Lot,,,,,,,,,.
L'Armée de terre y engageait un centre de commandement et une composante aéroportée fournies par la 11e brigade parachutiste, ainsi qu'une composante amphibie de la 6e brigade légère blindée. Pour la Marine nationale, une cinquantaine d'aéronefs ainsi qu'une trentaine de bâtiments dont un groupe aéronaval, deux porte-hélicoptères amphibies et des moyens de débarquement, ainsi que la force adverse. Pour l'Armée de l'air, une dizaine de bases aériennes fournissaient une trentaine d'aéronefs dont des AWACS et des drones MALE, ainsi que des systèmes de défense sol-air (SAMP/T MAMBA, Crotale et lutte anti-drone). Elle comportait aussi un volet cyber et spatial,,.
Les forces navales et aérienne devaient d'abord obtenir la supériorité maritime et aérienne, avant qu'une tête de pont ne soit conquise par l'opération amphibie et l'opération aéroportée, puis cette tête de pont devait être sécurisée et élargie.
Durant cette phase, un tir de missile a été simulé par un aéronef hostile sur une FREMM naviguant près de Toulon, tandis qu'un bâtiment de soutien et d’assistance métropolitain se trouvant à proximité devait être touché (fictivement).
Les manœuvres ont eu des impacts sur les sorties d’autoroute et les départementales lors de la mise en place et le désengagement des unités, et causé quelques nuisances aux populations civiles,.

#### Phase 3 - Travaux civilo-militaires, fin mars
Il s'agissait de simuler la gestion politico-militaire d'une crise d'ampleur à laquelle devaient faire face des groupes de travail et de réflexion interministériels. Il s'agissait de susciter un soutien national à l'opération, de s'occuper du droit et des normes, des ressources humaines et de l'emploi de la réserve opérationnelle, de la communication et de la lutte informationnelle ainsi que de la rétroaction sécuritaire sur le territoire national,,,.

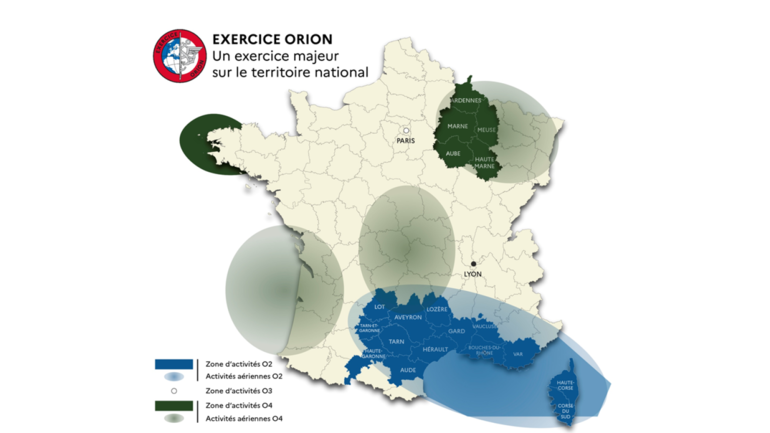
Zones où se sont déroulées les phases 2 et 4 de l'exercice Orion 23

#### Phase 4 - Opération d'Envergure, du 17 avril au 5 mai
Finalement, Mercure décide de jouer le tout pour le tout et d'envahir Arnland,.
La quatrième et dernière phase, du 17 avril au 5 mai, touchait les départements des Ardennes, de la Marne, de la Haute-Marne, de l'Aube et de la Meuse,,. Des opérations aériennes avaient également lieu dans le centre, le sud-ouest et le nord-est du pays. C'était celle qui mobilisait le plus moyen. Dans le scénario, la France y assurait le rôle de Nation-cadre et déployait un système complet de combat divisionnaire (états-majors, chaîne logistique, etc). En réalité, seul l'équivalent d'une brigade (unités de la 2e brigade blindée) et ses soutiens y participaient, 12 000 hommes, les deux autres étant simulées. Ils y prenaient part à des combats aéroterrestres de grande envergure, tandis que les forces aériennes devaient prendre la supériorité aérienne,,,,,,,,,.La Marine nationale a engagé des aéronefs ainsi qu’une frégate FREMM qui a frappé des objectifs terrestres avec le missile de croisière naval, tandis que l'Armée de l'air y a pris part avec une cinquantaine d'aéronefs,,. Plus de 1100 soldats de l'Armée de terre jouaient les forces ennemies.
Dans un premier temps, la division devait défendre Arnland face à l'attaque mercurienne, puis repousser l'ennemi lors d'une contre-offensive finale,,,,,,.
Les manœuvres ont affecté des sorties d’autoroute et des départementales lors de la mise en place et le désengagement des unités, et causé quelques nuisances aux populations civiles,.

### Retour d'expérience
De nombreux articles et rapports ont été publiés pendant et après l'exercice sur les résultats de celui-ci.
Dans son audition au sénat, le chef d'état-major de la Marine a révélé que pendant la seconde phase, une frégate a été détruite (fictivement) par un groupe de commandos à l'aide de missiles, rappelant que les menaces contre les navires peuvent venir d'ailleurs que la mer.
Les systèmes d'informations et de communications employés par l'armée ont également montré leurs limites : le flux maximum de données s'est révélé être 20 fois inférieur à ce qui aurait été nécessaire, d'autant plus que le nombre de données à faire transiter va aller croissant dans les prochaines années dans l'Armée de terre, du fait du Programme Scorpion tourné autour de l'infovalorisation.
Orion 23 a aussi été l'occasion de tester de nouvelles façons de jouer les FORces ADverses, FORAD, qui ne respectaient pas les règles internationales de la guerre. Elle a également été modélisée à une taille beaucoup plus importante que d'habitude. De plus, un réseau social interne a été créé pour s'entraîner à la guerre informationnelle.
L'expérimentation de l'utilisation d'une BRIgade de Corps d'Armée aéromobile, BRICA, a donné des résultats positifs. Composée d'éléments aéromobiles, d'infanterie et de cavalerie légère, son rôle était de « Façonner et déceler l’ennemi dans la profondeur du dispositif du corps pour pouvoir déterminer les contours, le détruire le cas échéant et pouvoir le canaliser et le livrer au dispositif ami de la 3e division ».
L'exercice a permis d'entraîner les unités de défense antiaérienne de l'Armée de Terre au combat intégré dans une niveau divisionnaire, ce qui n'avait jamais été fait auparavant. Toutefois, l'utilisation massive de drones n'a pas été simulée, limitant le réalisme de l'exercice du fait de leur importance dans la guerre moderne.
Pour l'armée belge, Orion 23 a représenté un effort exceptionnel, où plus de 600 militaires et 150 véhicules ont été mobilisés. Dès les premiers jours, le GTIA belge aura perdu une compagnie complète, environ 140 combattants, en quelques minutes lors d’une frappe d’artillerie adverse. Cela a également permis de renforcer l'interopérabilité avec l'armée française, qui est par ailleurs une priorité pour la défense du royaume dans le cadre du partenariat CApacité MOtorisée signé avec la France.

## Orion 26
ORION 26 pourrait débuter par un exercice Tramontane, d'après un rapport parlementaire citant des sources militaires. Tramontane est un exercice de mobilisation datant de la Guerre Froide dont l'objectif est de "Vérifier l’aptitude des unités à s’engager rapidement en faisant le point de visu de leurs personnels, matériels, et stocks ». Une « mobilisation » autant qu’une revue des détails reprenant le modèle de préparation de l’unité désignée pour armer l’échelon national d’urgence (ENU) mais cette fois porté à l’ensemble de la force terrestre.
Il est déjà prévu que la Belgique y participe.